# Palazzo Agonigi da Scorno
Palazzo Agonigi da Scorno si trova in via Santa Maria, 30, nel centro di Pisa.

## Storia e descrizione
Si tratta di un edificio medievale del XII secolo che venne trasformato in palazzo nel corso del XVII secolo, mantenendo però alcune strutture della costruzione originale. Dopo i gravi danni della seconda guerra mondiale è stato ricostruito negli anni sessanta del Novecento.
Sulla facciata sono visibili due arconi in pietra verrucana, che si dovevano ripetere anche ai piani superiori, come fanno intuire alcune tracce al terzo piano. Durante la ricostruzione sono state rifatte due bifore al primo piano, mentre il pilastro centrale al piano terra è costituito da una colonna in parte interrata, con un pregevole capitello marmoreo attribuito a Biduino.

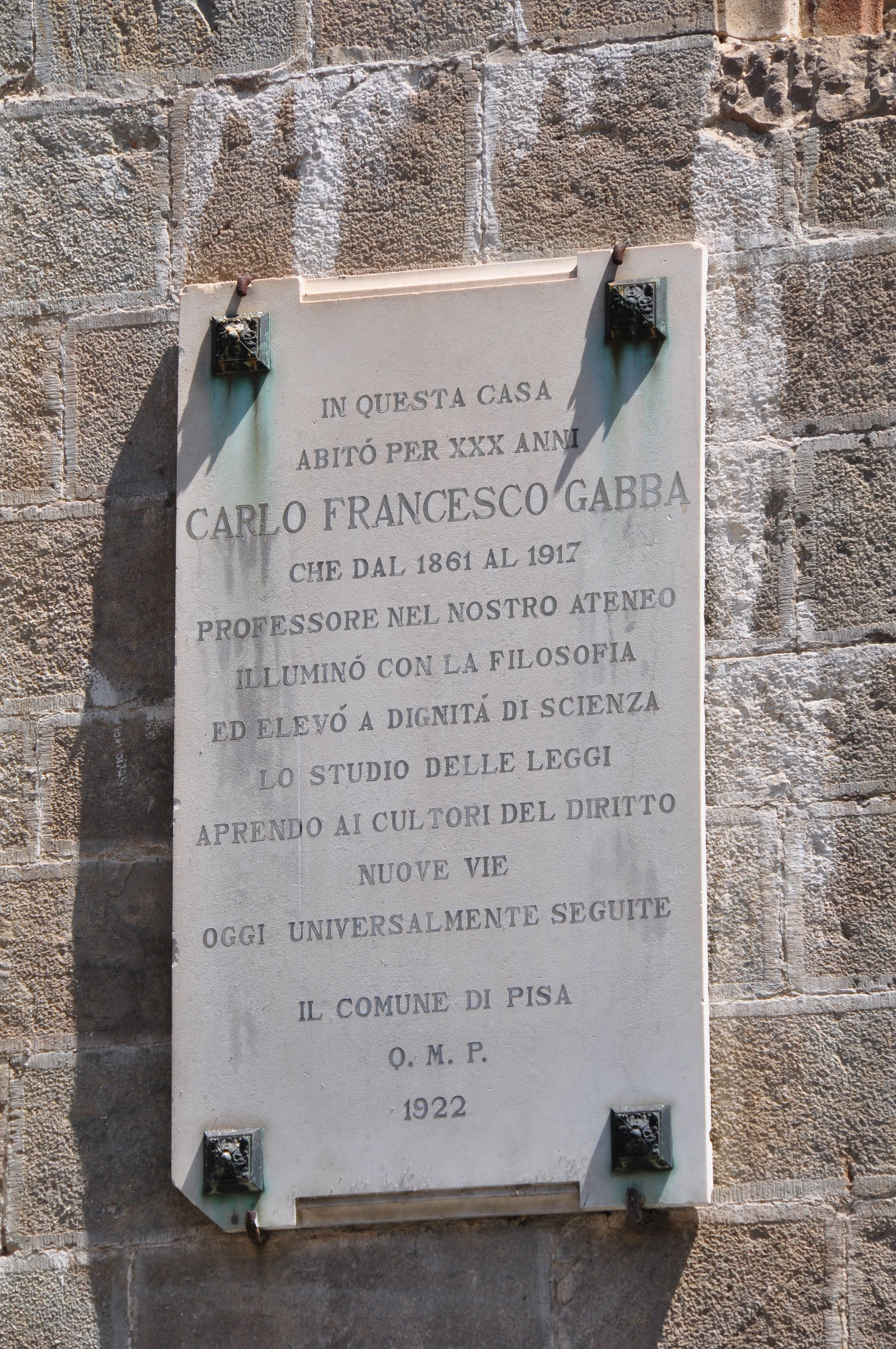
Lapide commemorativa sulla facciata

In questo palazzo, come ricordato da un'iscrizione sulla facciata, abitò per trenta anni Carlo Francesco Gabba, in quel tempo professore all'Università di Pisa, prima di Filosofia del diritto, poi di Diritto civile.
Il Palazzo è stato oggetto di importanti lavori di restauro nei primi anni '60 del novecento da parte di Piero Sanpaolesi, prima come Soprintendente ai Monumenti ed in seguito come professionista.
Testo dell'iscrizione:

## Altre immagini

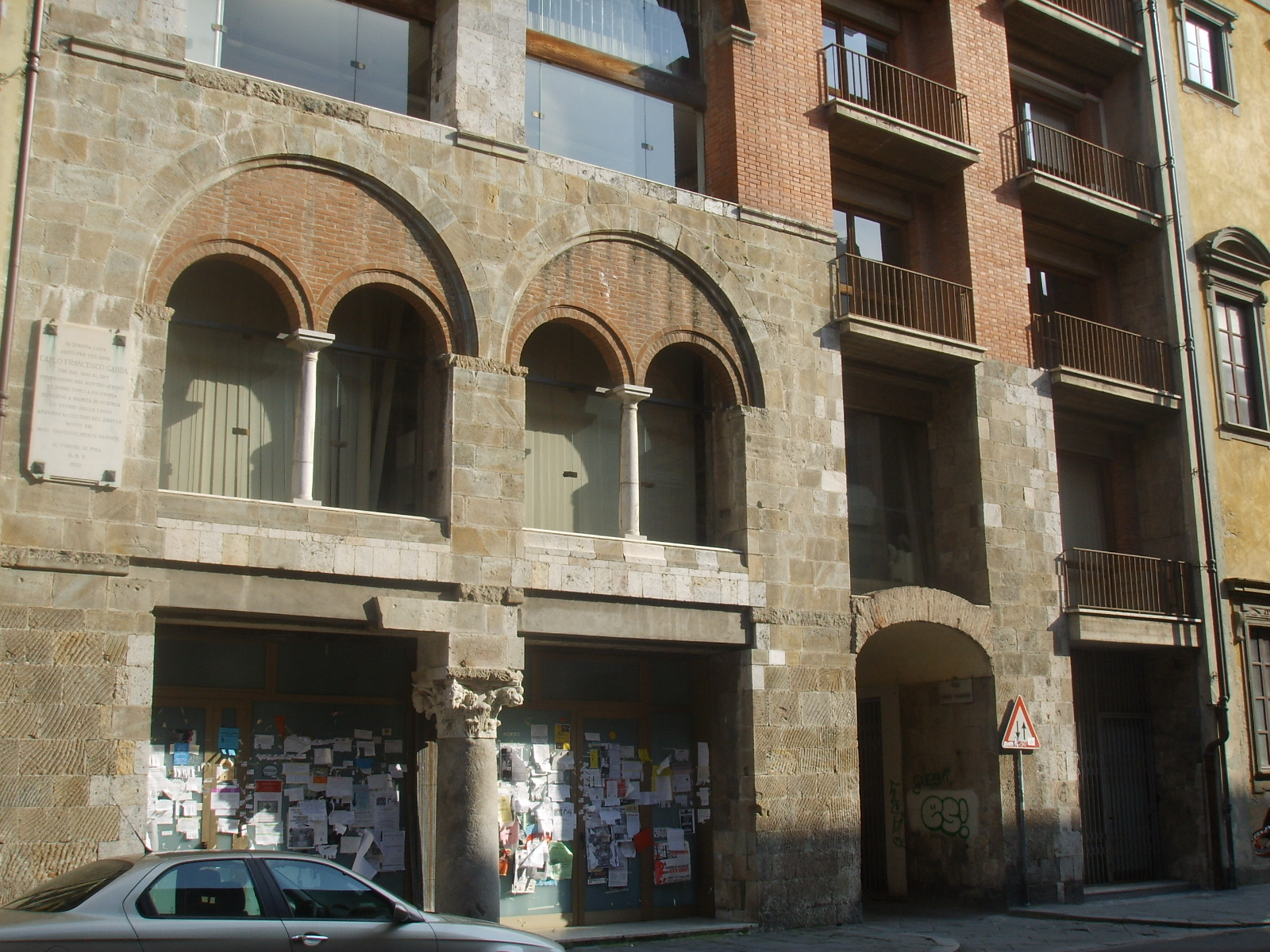
Dettaglio della facciata
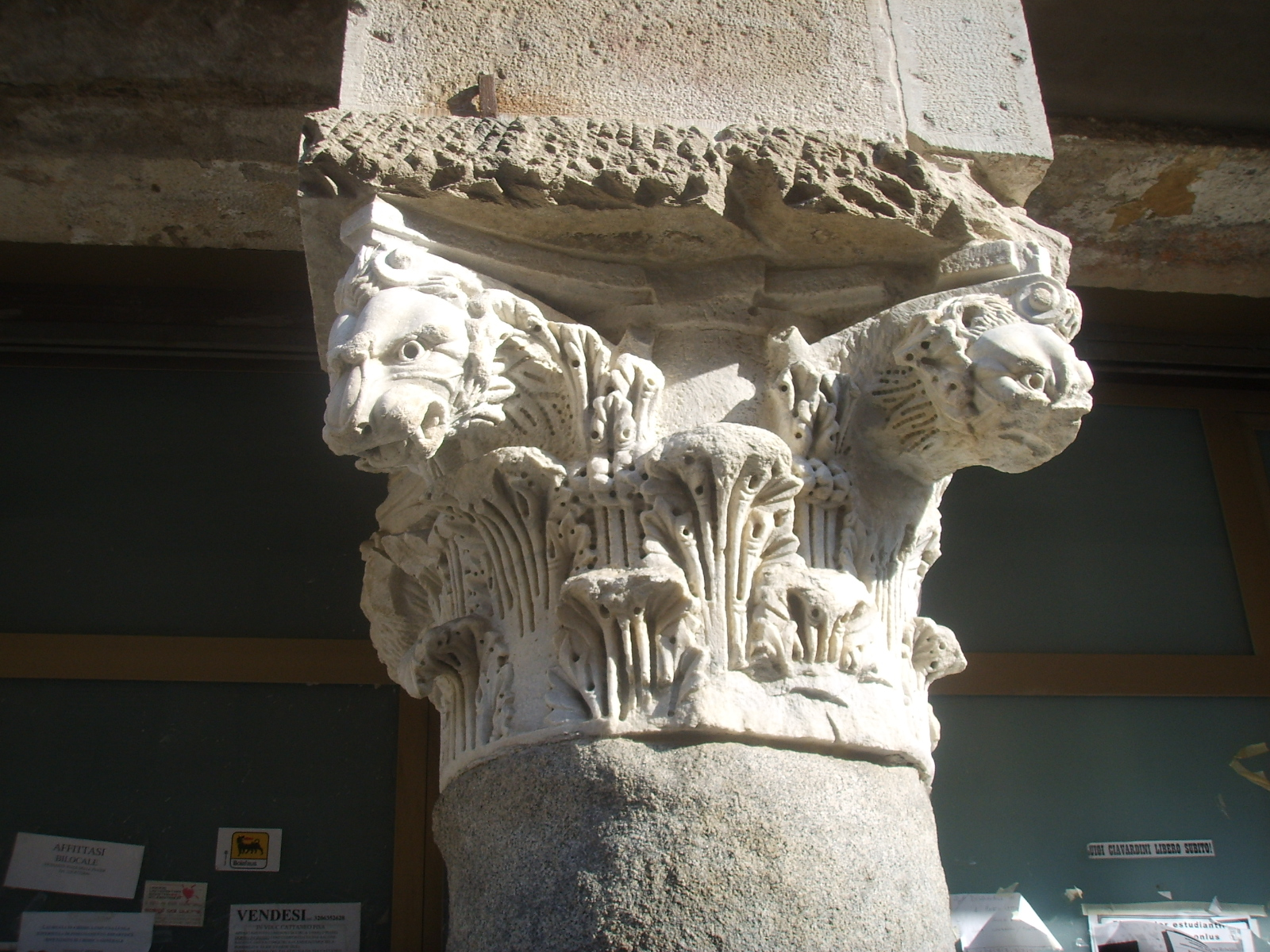
La colonna al pian terreno